# Christophe-Ernest Bonjean
Christophe-Ernest Bonjean (Riom, 21 settembre 1823 – Colombo, 3 agosto 1892) è stato un arcivescovo cattolico francese.

## Biografia
Già studente nel seminario di Clermont-Ferrand, nel 1846 passò a quello della Società per le missioni estere di Parigi e fu ordinato prete.
Inviato in missione a Coimbatore nel 1847, nel 1858 in Ceylon entrò tra i missionari oblati di Maria Immacolata.
Nel 1868 fu nominato vescovo di Medea in partibus e vicario apostolico di Jaffna come successore di Stefano Semeria; nel 1883 fu promosso vicario apostolico di Colombo.
Istituì il seminario maggiore di Colombo nel 1884. Fondò le congregazioni indigene dei Fratelli di San Giuseppe e delle Suore di San Pietro, confluite nelle Suore della Sacra Famiglia di Bordeaux.
Prese parte al Concilio Vaticano I.
Insieme con il vescovo François-Jean-Marie Laouënan, nel 1885 fu chiamato a Roma per le trattative che condussero all'istituzione della gerarchia cattolica nelle Indie.
Nel 1886 divenne arcivescovo di Colombo.
Fu autore di numerosi opuscoli per la difesa delle scuole cristiane, del matrimonio sacramentale, sullo scisma di Goa, e di un direttorio per i missionari.
Morì nel 1892.

## Genealogia episcopale e successione apostolica
La genealogia episcopale è:
- Cardinale Scipione Rebiba
- Cardinale Giulio Antonio Santori
- Cardinale Girolamo Bernerio, O.P.
- Arcivescovo Galeazzo Sanvitale
- Cardinale Ludovico Ludovisi
- Cardinale Luigi Caetani
- Cardinale Ulderico Carpegna
- Cardinale Paluzzo Paluzzi Altieri degli Albertoni
- Papa Benedetto XIII
- Papa Benedetto XIV
- Papa Clemente XIII
- Cardinale Marcantonio Colonna
- Cardinale Giacinto Sigismondo Gerdil, B.
- Cardinale Giulio Maria della Somaglia
- Cardinale Carlo Odescalchi, S.I.
- Vescovo Eugène de Mazenod, O.M.I.
- Cardinale Joseph Hippolyte Guibert, O.M.I.
- Arcivescovo Christophe-Ernest Bonjean, O.M.I.

La successione apostolica è:
- Arcivescovo André-Théophile Mélizan, O.M.I. (1880)